# Ligue vénézuélienne de baseball professionnel 2010-2011
Navigation
2009-2010 2011-2012
La Ligue vénézuélienne de baseball professionnel 2010-2011 est la 63e édition de cette compétition rassemblant l'élite des clubs vénézuéliens de baseball. 
La couverture télévisée de cette édition est assurée par Meridiano Televisión, Venevisión, ESPN 2 et DirecTV Sports Venezuela. 
Le coup d'envoi de la saison est donné le 12 octobre 2010. Les Caribes de Anzoátegui remportent le titre face aux Tigres de Aragua 4-3 en finale.

## Format de la compétition
La saison régulière se déroule du 12 octobre au 30 décembre 2010. Les équipes disputent 63 matchs à l'issue desquels les cinq premiers sont qualifiés pour une poule demi-finales. En demi-finale, chaque équipe affronte les autres au format round robin quadruple du 2 au 21 janvier 2011.
Les deux premiers de la poule demi-finale se rencontrent dans une série au meilleur des sept rencontres à partir du 23 janvier 2011 pour le titre de champion 2010/2011.

## Clubs
| \| Águilas del Zulia Bravos de Margarita Cardenales de Lara Caribes de Anzoátegui Leones del Caracas Navegantes del Magallanes Tiburones de La Guaira Tigres de Aragua \| Localisation des clubs. |
| Águilas del Zulia Bravos de Margarita Cardenales de Lara Caribes de Anzoátegui Leones del Caracas Navegantes del Magallanes Tiburones de La Guaira Tigres de Aragua                               |

| Équipe                    | Ville                       | Stade                             | Capacité | Titres |
| Águilas del Zulia         | Maracaibo (Zulia)           | Estadio Luis Aparicio El Grande   | 23 000   | 5      |
| Bravos de Margarita       | Porlamar (Nueva Esparta)    | Estadio Nueva Esparta             | 16 100   | 0      |
| Cardenales de Lara        | Barquisimeto (Lara)         | Estadio Antonio Herrera Gutiérrez | 20 450   | 4      |
| Caribes de Anzoátegui     | Puerto La Cruz (Anzoátegui) | Estadio Alfonso Chico Carrasquel  | 18 000   | 0      |
| Leones del Caracas        | Caracas                     | Estadio Universitario             | 20 723   | 17     |
| Navegantes del Magallanes | Valencia (Carabobo)         | Estadio José Bernardo Pérez       | 15 000   | 10     |
| Tiburones de La Guaira    | La Guaira (La Guaira)       | Estadio Universitario             | 20 723   | 7      |
| Tigres de Aragua          | Maracay (Aragua)            | Estadio José Pérez Colmenares     | 15 000   | 8      |

## Saison régulière
La saison régulière se tient du 12 octobre au 30 décembre 2010.
| Pl. | Équipe                    | J  | V  | D  | %    | GB |
| --- | ------------------------- | -- | -- | -- | ---- | -- |
| 1   | Leones del Caracas        | 63 | 35 | 28 | .556 |    |
| 2   | Águilas del Zulia         | 63 | 35 | 28 | .556 |    |
| 3   | Caribes de Anzoátegui     | 63 | 34 | 29 | .540 | 1  |
| 4   | Tigres de Aragua          | 63 | 33 | 30 | .524 | 2  |
| 5   | Bravos de Margarita       | 61 | 31 | 30 | .508 | 3  |
| 6   | Navegantes del Magallanes | 63 | 28 | 35 | .444 | 7  |
| 7   | Cardenales de Lara        | 63 | 28 | 35 | .444 | 7  |
| 8   | Tiburones de La Guaira    | 61 | 26 | 35 | .426 | 8  |

Statistiques individuelles
- Moyenne au bâton : Josh Kroeger (CAR) 0,369
- Coups de circuit : Luis Jimenez (LAR) 12
- Points produits : Jesús Guzmán (CAR) 52
- Victoires : Yorman Bazardo (ARA) 7
- ERA : Andrew Baldwin (ANZ) 2,08
- Retraits sur prises : Josh Schmidt (ZUL) 69
- Sauvetages : Ronald Belisario (LG) 14

## Poule demi-finales
La poule demi-finales se tient au début du mois du 2 au 21 janvier 2011.
| Pl. | Équipe                | J  | V  | D  | %     | GB |
| --- | --------------------- | -- | -- | -- | ----- | -- |
| 1   | Caribes de Anzoátegui | 16 | 11 | 5  | 0.687 | -  |
| 2   | Leones del Caracas    | 16 | 10 | 6  | 0.625 | 1  |
| 3   | Tigres de Aragua      | 16 | 10 | 6  | 0.625 | 1  |
| 4   | Bravos de Margarita   | 16 | 5  | 11 | 0.312 | 6  |
| 5   | Águilas del Zulia     | 16 | 4  | 12 | 0.250 | 7  |

| 2 janvier - Caribes 0-2 Leones - Tigres 5-6 Águilas 3 janvier - Bravos 2-6 Caribes - Tigres 2-8 Águilas 4 janvier - Bravos 1-7 Caribes - Leones - Águilas (pluie) 5 janvier - Bravos 1-4 Tigres - Leones 2-0 Águilas - Leones 14-5 Águilas 6 janvier - Tigres 4-5 Caribes - Bravos 3-11 Leones 7 janvier - Águilas 2-4 Caribes - Tigres 3-2 Leones 8 janvier - Águilas 0-1 Bravos - Caribes 0-8 Tigres |  | 9 janvier - Águilas 3-4 Bravos - Caribes 5-4 Leones 10 janvier - Tigres 4-1 Bravos - Águilas 5-8 Leones 11 janvier - Tigres 5-4 Bravos (10) - Leones 10-8 Caribes 12 janvier - Tigres 2-5 Leones - Caribes 6-1 Águilas 13 janvier - Bravos 4-10 Tigres - Caribes 0-11 Águilas 14 janvier - Leones 5-6 Caribes (13) - Bravos 4-7 Águilas 15 janvier - Leones 1-10 Tigres - Bravos 9-3 Águilas |  | 16 janvier - Tigres 6-1 Caribes - Bravos 4-3 Leones 17 janvier - Águilas 2-5 Caribes - Leones 8-6 Tigres 18 janvier - Caribes 4-3 Bravos - Águilas 2-4 Tigres 19 janvier - Caribes 4-1 Bravos - Águilas 0-9 Leones 20 janvier - Leones 5-9 Bravos - Águilas 2-3 Tigres 21 janvier - Leones 8-2 Bravos - Caribes 6-5 Tigres |

Match de barrage
22 janvier
- Tigres 5-2 Leones[4]

## Série finale
La série finale se joue au meilleur de sept matchs à partir du 23 janvier.
| Match | Date       | Lieu           | Visiteur | Hôte    | Score  |
| ----- | ---------- | -------------- | -------- | ------- | ------ |
| 1     | 23 janvier | Puerto La Cruz | Tigres   | Caribes | 5 - 8  |
| 2     | 24 janvier | Puerto La Cruz | Tigres   | Caribes | 7 - 8  |
| 3     | 26 janvier | Maracay        | Caribes  | Tigres  | 4 - 8  |
| 4     | 27 janvier | Maracay        | Caribes  | Tigres  | 0 - 16 |
| 5     | 28 janvier | Maracay        | Caribes  | Tigres  | 8 - 7  |
| 6     | 29 janvier | Puerto La Cruz | Tigres   | Caribes | 4 - 1  |
| 7     | 30 janvier | Puerto La Cruz | Tigres   | Caribes | 7 - 8  |